# Szenen aus Goethes Faust

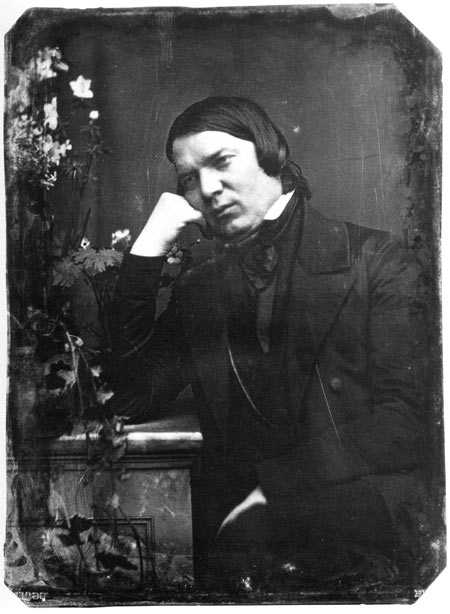
Robert Schumann, März 1850

Die Szenen aus Goethes Faust von Robert Schumann sind ein umfangreiches, dreiteiliges Werk für Solostimmen, Chor und Orchester mit langwieriger Entstehungsgeschichte, das erst nach dem Tod des Komponisten vollständig zur Uraufführung kam.

## Entstehung und Uraufführung
Die „Szenen aus Goethes Faust“ Robert Schumanns haben eine langwierige Entstehungsgeschichte. Gedanklich spätestens seit 1837 mit dem Goetheschen Fauststoff beschäftigt, exzerpierte Schumann im Februar 1844 in Dorpat auf einer Konzertreise mit seiner Frau Clara ihm passend scheinende Teile aus dem zweiten Teil, dessen Schlussszene ihn besonders ansprach, und skizzierte erstes musikalisches Material. 1845 äußerte er brieflich gegenüber Felix Mendelssohn Bartholdy jedoch Unsicherheit, die Komposition zu vollenden und überhaupt je zu veröffentlichen.
Am 25. Juni 1848 erklang im Dresdener Coselpalais vor geladenen Gästen diese zuerst komponierte, spätere 3. Abteilung mit dem Orchester der Königlichen Hofkapelle und dem Chorgesangsverein unter Schumanns Leitung. Trotz erfolgreicher Aufnahme durch die Zuhörer war er mit dem Schlusschor unzufrieden. Anlässlich Goethes 100. Geburtstag kam die 3. Abteilung mit nunmehr umgearbeitetem Schlusschor am 29. August 1849 in drei parallel veranstalteten Konzerten erneut zur Aufführung: In Dresden unter Leitung Schumanns, in Leipzig mit dem Dirigenten Julius Rietz und in Weimar durch Franz Liszt.
Schumann hatte unterdessen Mitte Juli 1849 mit der Komposition weiterer Szenen der späteren 1. und 2. Abteilung begonnen, noch ohne klare Vorstellungen über den endgültigen Gesamtplan zu haben. Franz Liszt empfahl ihm im September 1849, dem Werk eine Ouvertüre voranzustellen. Schumann arbeitete aber zunächst an den Vokalteilen weiter, so im Frühjahr 1850 noch in Dresden, um dann in Düsseldorf, wohin er mittlerweile übersiedelt war, gemeinsam mit seiner Frau einen Klavierauszug zu erstellen. Im August 1853 erfolgte schließlich auch die Komposition der Ouvertüre, die er seiner Frau zum Geburtstag am 13. September 1853 überreichte.
Wegen Schumanns Rücktritt als Musikdirektor in Düsseldorf Ende 1853 und dem wenige Monate später folgenden Zusammenbruch, der zur Einweisung in die Nervenheilanstalt Endenich führte, kam es zu Schumanns Lebzeiten nicht mehr zu einer Komplettaufführung. Diese erfolgte einschließlich Ouvertüre am 14. Januar 1862 im Kölner Gürzenich-Saal unter dem Dirigat von Ferdinand Hiller. Bereits zuvor gab es allerdings eine Privataufführung im Haus der Sängerin Livia Frege in Leipzig am 30. Januar 1859 mit Johannes Brahms am Klavier.
Die Erstausgabe der Ouvertüre erschien im Zusammenhang mit dem Druck des Gesamtwerks im November 1858 bei dem Berliner Verleger Julius Friedländer. Von Schumann selbst nicht mit einer Opuszahl versehen, figurieren die Faust-Szenen in seinem Werkverzeichnis nunmehr als WoO 3.

## Besetzung
Die „Szenen aus Goethes Faust“ verlangen folgende Besetzung: 2 Flöten, Piccolo, 2 Oboen, 2 Klarinetten, 2 Fagotte, 4 Hörner, 2 Trompeten, 3 Posaunen, Basstuba, Pauken, Harfe und Streicher, außerdem einen 8-stimmigen Doppelchor (mit einzelnen Solostimmen), einen 4-stimmigen Kinderchor (mit einzelnen Solostimmen) sowie Vokalsolisten: Faust (Bariton), Pater Seraphicus (Bariton), Doctor Marianus (Bariton), Gretchen (Sopran), Una poenitentium (Sopran), Böser Geist (Bass), Mephistopheles (Bass), Pater Profundus (Bass), Ariel (Tenor), Pater Ecstaticus (Tenor), Sorge (Sopran), Martha (Sopran), Not (Sopran), Magna Peccatrix (Sopran), Mangel (Alt), Mulier Samaritana (Alt), Mater Gloriosa (Alt), Schuld (Alt), Maria Aegyptiaca (Alt).

## Beschreibung
Die als Schumanns größte Leistung im Bereich der dramatischen Musik angesehenen„Szenen aus Goethes Faust“ können als eigenwilliges „Konglomerat zwischen literarischer Kantate, weltlichem Oratorium und überdimensionaler Chor-Symphonie mit Erlösungsapotheose“ gelten. Die Aufführungsdauer liegt bei etwa 2 Stunden.
Die „Szenen aus Goethes Faust“ gliedern sich neben der Ouvertüre in drei Abteilungen mit insgesamt 13 Musiknummern:
- Ouvertüre
- 1. Abteilung
  - Szene im Garten. Du kanntest mich, o kleiner Engel (Faust, Gretchen, Mephistopheles, Martha) (Vers 3163–3192, 3207–3210)
  - Gretchen vor dem Bild der Mater Dolorosa. Ach neige, du Schmerzenreiche (Gretchen) (Vers 3587–3619)
  - Szene im Dom. Wie anders, Gretchen, war dir’s (Böser Geist, Gretchen, Chor) (Vers 3776–3834)
- 2. Abteilung
  - Ariel. Sonnenaufgang. Die ihr dies Haupt umschwebt im luft’gen Kreise (Ariel, Chor, Faust) (Vers 4621–4685, 4695–4727)
  - Mitternacht. Ich heiße der Mangel (Mangel, Schuld, Sorge, Not, Faust) (Vers 11384–11510)
  - Fausts Tod. Herbei, herein, ihr schlotternden Lemuren (Mephistopheles, Faust, Chor, Kinderchor) (Vers 11511–11595)
- 3. Abteilung: Fausts Verklärung (Vers 11844–12111)
  - Waldung, sie schwankt heran (Chor)
  - Ewiger Wonnebrand, glühendes Liebesband (Pater Ecstaticus)
  - Wie Felsen-Abgrund mir zu Füßen (Pater Profundus, Pater Seraphicus, Kinderchor)
  - Gerettet ist das edle Glied (Engel, Chor, Kinderchor)
  - Hier ist die Aussicht frei (Doctor Marianus)
  - Dir, der Unberührbaren (Doctor Marianus, Chor, Magna Peccatrix, Mulier Samaritana, Maria Aegyptiaca, Una poenitentium, Gretchen, Mater Gloriosa, Kinderchor)
  - Alles Vergängliche ist nur ein Gleichnis (Chor)

Die zuletzt fertiggestellte Ouvertüre steht in d-Moll und verzichtet auf eine enge thematische Anbindung an die folgenden Vokalteile, abgesehen von einigen motivischen Reminiszenzen. Ob Schumann an eine eigenständige Aufführungsmöglichkeit gedacht hat, ist zweifelhaft. Auf die Einleitung folgen Exposition, Durchführung und Reprise sowie eine triumphale Coda in D-Dur.
Die 1. Abteilung ist ganz der Gestalt Gretchens gewidmet, beginnend mit der Szene im Garten als walzerartiges Duett in F-Dur, bis Mephistopheles und Martha dazwischentreten. Der folgende Teil, Gretchens Gebet vor der Mater dolorosa, steht in a-Moll und gipfelt im dramatischen Ausbruch auf die Worte „Hilf, rette mich vor Schmach und Tod“. Die Szene im Dom besitzt dramatisch-theatralischen Charakter, unterstrichen durch einen das Dies irae intonierenden Chor und den Ausklang im vollen, orgelartigen Orchestersatz in d-Moll.
Die 2. Abteilung, an dessen Beginn der Gesang Ariels in pastoralem F-Dur steht, rückt die Gestalt Fausts ins Zentrum. Der heiter-lebensbejahende Anfang schlägt in der folgenden Mitternacht in Molltonarten um. Fausts Tod beginnt in d-Moll und wird von der Trompete und düsteren Posaunenakkorden eingeleitet, bevor, herbeigerufen von Mephisto, die das Grab aushebenden Lemuren einen kindlich-geisterhaften Gesang anstimmen.
Die 3. Abteilung ist der ausgedehnteste Teil, der mit seinem durch Goethes Dichtung vorgegebenen symbolisch-allegorischen Gehalt auch den Ausgangspunkt von Schumanns Komposition bildete. Dem Chor fallen hier die wichtigsten Aufgaben zu. Der orchesterbegleitete achtstimmige Doppelchor mit Solostimmen bestreitet auch den archaisierenden, motettenartigen Schluss, dessen ursprünglich triumphalen zweiten Teil Schumann im Juli 1847 durch eine zartere, mystischere Version ersetzte, wenngleich heutige Aufführungen zumeist die Erstfassung bevorzugen. Die spätere Version benutzt zum Beispiel Philippe Herreweghe in seiner Einspielung von 1998.

## Rezeption
Schumanns „Szenen aus Goethes Faust“ führten im Konzertbetrieb lange ein Schattendasein, bevor ab den 1970er-Jahren mehrere Einspielungen erfolgten, so unter Benjamin Britten, Pierre Boulez, Bernhard Klee, Claudio Abbado und Philippe Herreweghe.